# Agostino Barbarigo
Agostino Barbarigo, född 1486, död 1501, var en venetiansk doge. Han var regerande doge av Venedig 1486-1501.